# Онггі

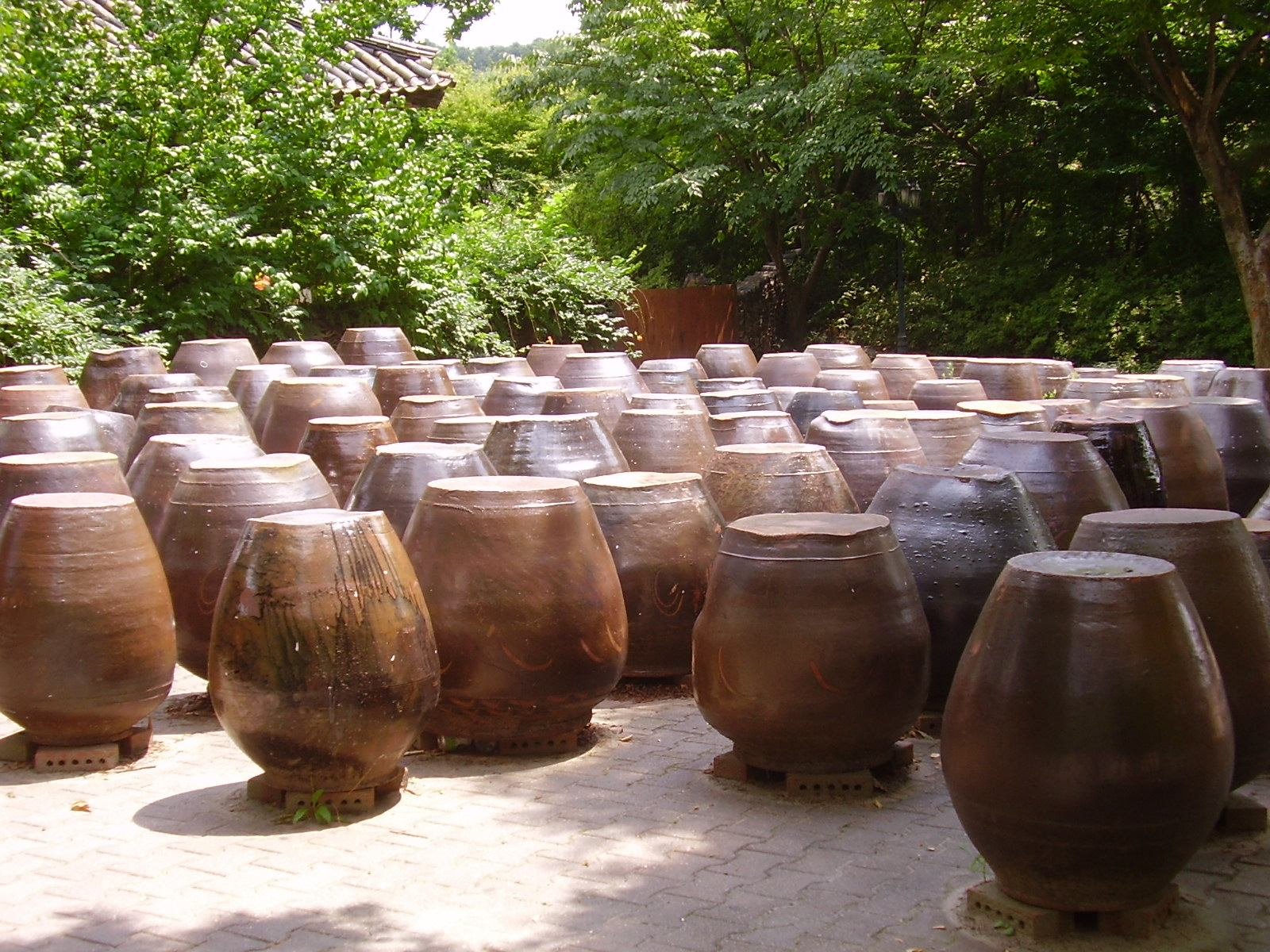
Кімчі на дворику джанг-док (장독)

Онггі (옹기) - це корейський глиняний посуд, який широко використовується як контейнер для зберігання та ферментації їжі в Кореї. Це як неглазурований глиняний посуд, випалений близько 600 до 700 ° C, так і кераміка з темно-коричневою поливою, випалена при температурі понад 1100 ° C. 

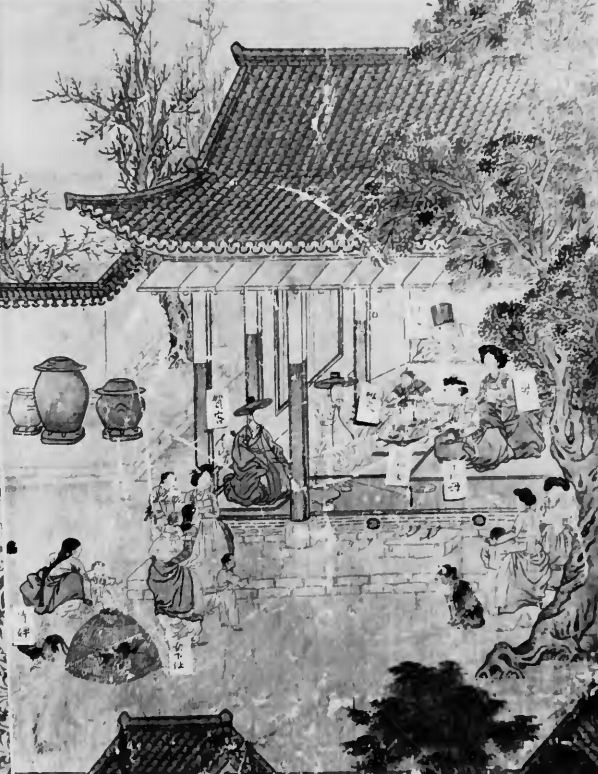
Найдавніші відомі мальовані зображення посуду онггі з 1781 р. У сцені на панелі «Біографія Хун І Сан», виставлена у Національному музеї Кореї.

## Історія
Онг (옹) (甕, 瓮) - корейське слово, що означає "гончарний виріб" і вказує на форму чаші.
Походження онггі датується приблизно 4000 - 5000 рр. до н.е.  Два типи глиняного посуду - без візерунків, який називають мумун, а також чорний і червоний глиняний посуд. Перший, глиняний посуд без малюнків, виготовлявся з глини, що містить багато дрібного піску. Це попередник корьйовського Селадону та білої порцеляни Чосону. Колір посуду визначається залізом, що міститься в глині, та способом випалювання кераміки. Нинішня форма онггі датується епохою Чосон. Багато записів про онггі є в Sejong Sillok Jiriji («Трактат про географію король Се Джонга»): «Є три печей, які роблять жовтий онггі в Чоге-гун і Чинджу-мок, провінція Кьонсан». 
Кераміка використовувалася на Корейському півострові з доісторичних часів для зберігання продуктів. У період трьох королівств зображення великих і малих керамічних виробів з’являються на могильних розписах Анак 3 в Когурьо. Записи з Пекче та Сілла свідчать, що вони зберігали рис, лікер, олію, соєвий соус та солену рибу.  

## Використання
На відміну від порцеляни, онггі має мікропористу структуру і було виявлено, що це сприяє бродінню, наприклад, для приготуванню кочхуджана (ферментований перець чилі, квасоля та рисова паста), твенджана (квашена квасоля), кімчі (ферментовані приправлені овочі), і соєвого соусу. Щоб отримати потрібну якість ферментованих харчових продуктів необхідно використовувати онггі з відповідною пористістю та проникністю. 
Корейська кухня славиться ферментованою їжею. У давньокитайській історіографії, в Біографіях Ухуань, Сяньбей і Донг'ї (烏丸鮮卑東夷傳) в Записах Веї (魏志), що є частиною «Записів трьох королівств», є таке зауваження: «Люди Когурьо мають звичай готувати ферментовану їжу».  Велика кількість сої, яка росте в Кореї, свіжа риба з моря, що оточує Корейський півострів, і клімат, сприятливий для розвитку мікробів, сприяли розвитку технології бродіння для зберігання та переробки їжі. Розробка та вдосконалення посуду з онггі також сприяли розвитку ферментованих страв у корейській кухні. 
Великий посуд онггі зберігався на спеціальному дворику під назвою джангдокдае, що зазвичай був біля корейського будинку. 

## Особливості онггі

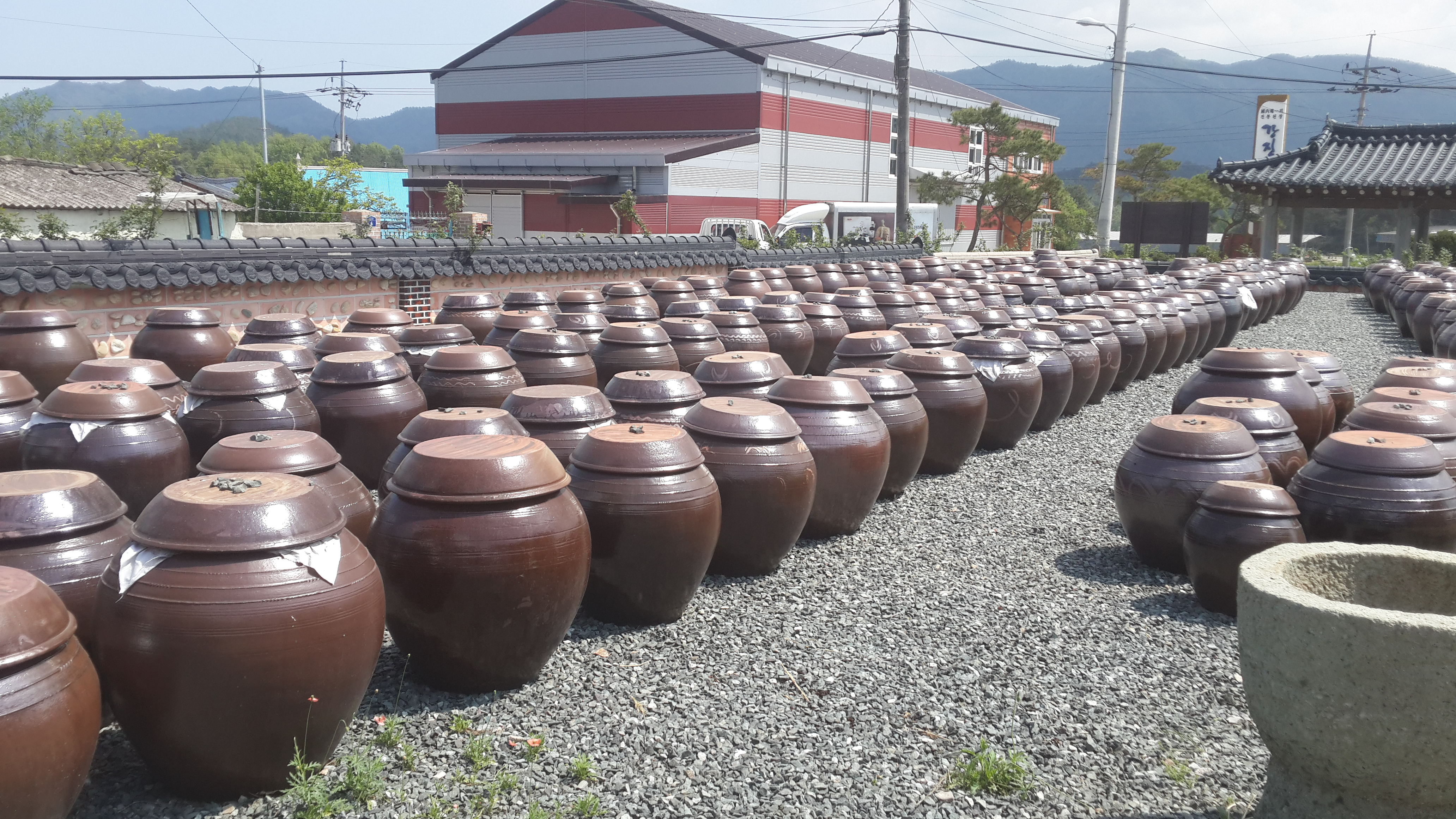
Онггі

### Повітропроникність
Нагріваючись до високої температури, вода, що міститься в стінці посуду з глиняним посудом, виходить і утворюються пори, завдяки чому повітря тече між внутрішньою та зовнішньою частинами посуду. Онггі з давніх часів називають дихаючою посудиною. 

### Стабільність
Пори гончарної стінки виштовхують осади, що утворюються на внутрішній поверхні, завдяки чому вміст має чудову здатність до зберігання. Їжа може зберігатися тривалий час, не розкладаючись. 

### Придатність для бродіння
Найважливішою характеристикою корейської кухні є використання ферментованої їжі. Ферментована їжа здебільшого ферментується в горщиках онггі. 

### Економічна ціна
Оскільки онггі можна легко та дешево зробити, вони продаються в роздріб за низькою ціною, доступною для звичайних людей.

### Пористість
При випаленні майстер глазурує його поверхню. Ця глазур не дає витікати воді. Проте частинки піску у стінках дозволяють проходити повітрю. Таким чином, повітря може рухатися через онггі, тоді як вода не може. Це одна з найважливіших причин використання онггі для приготування корейських ферментованих продуктів.  

### Різноманітність використання
В основному онггі використовується як контейнери для їжі, але їх також можна використовувати для зберігання побутових речей, таких як світильники, монети, інструменти.  

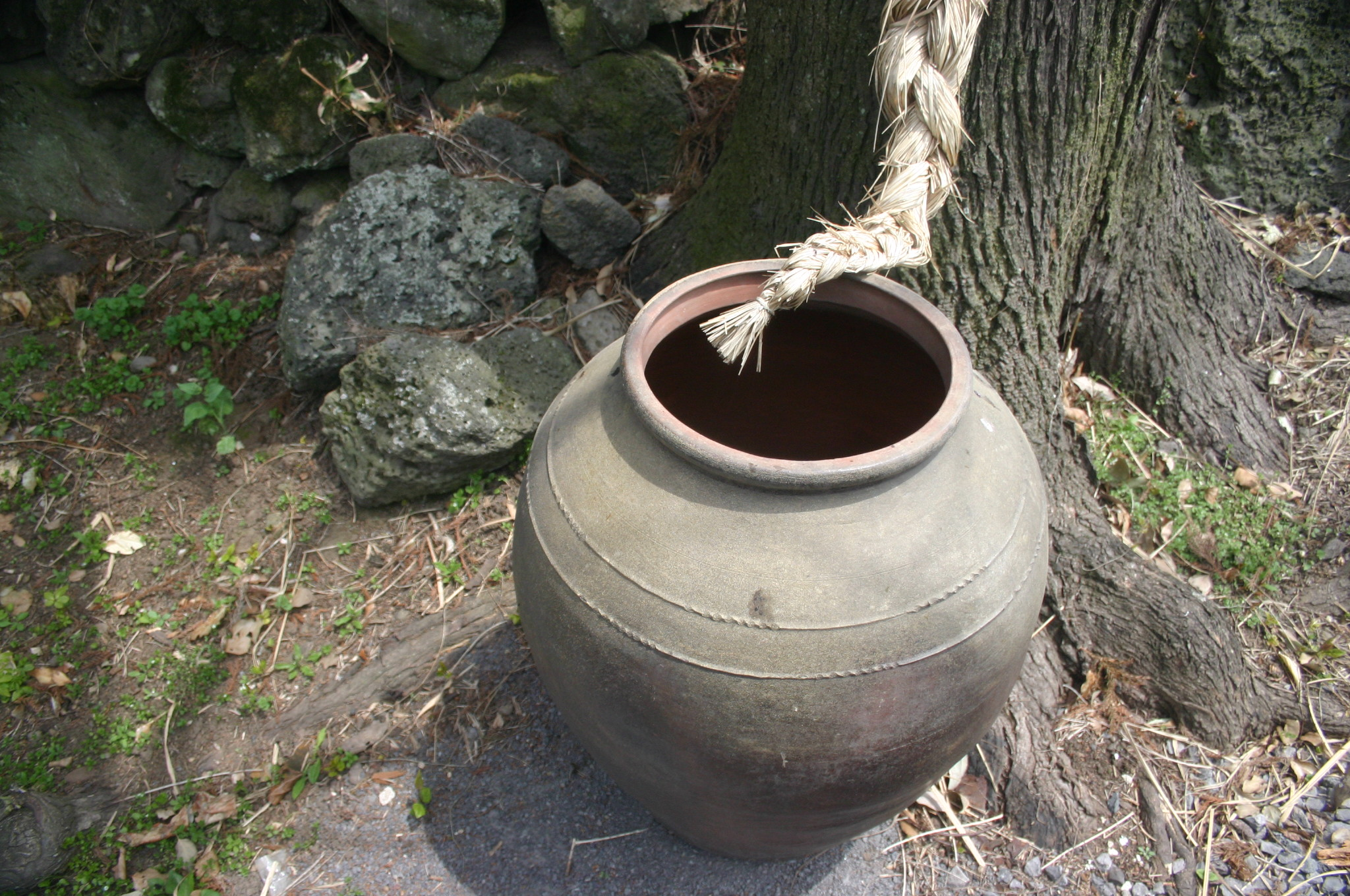
Корейська традиційна кераміка онггі

## Спосіб виробництва
Горщики онггі виготовляються з глини з великим відсотком заліза. Спочатку глинистий грунт кладуть у воду і збивають для видалення піску та домішок. Потім, коли вода виходить із дрібного осаду, який отримали, формують горщик і сушать на сонці. Потім гончарі знову промивають її розчином золи, потім знову сушать. Глазур, яка наноситься на чашу, змішується з різними речовинами, а потім просіюється через сито. Після нанесення поливи на чаші малюють візерунок орхідеї або трави, горщик ретельно висушують на повітрі, потім випікають у печі. 
Оскільки культура гончарства, здавалося, зникне після 1960-х років через появу пластикового та нержавіючого посуду, Міністерство культури визнали мистецтво виготовлення онггі важливою нематеріальною культурною цінністю № 96.  